# Anschlag in Krasnogorsk

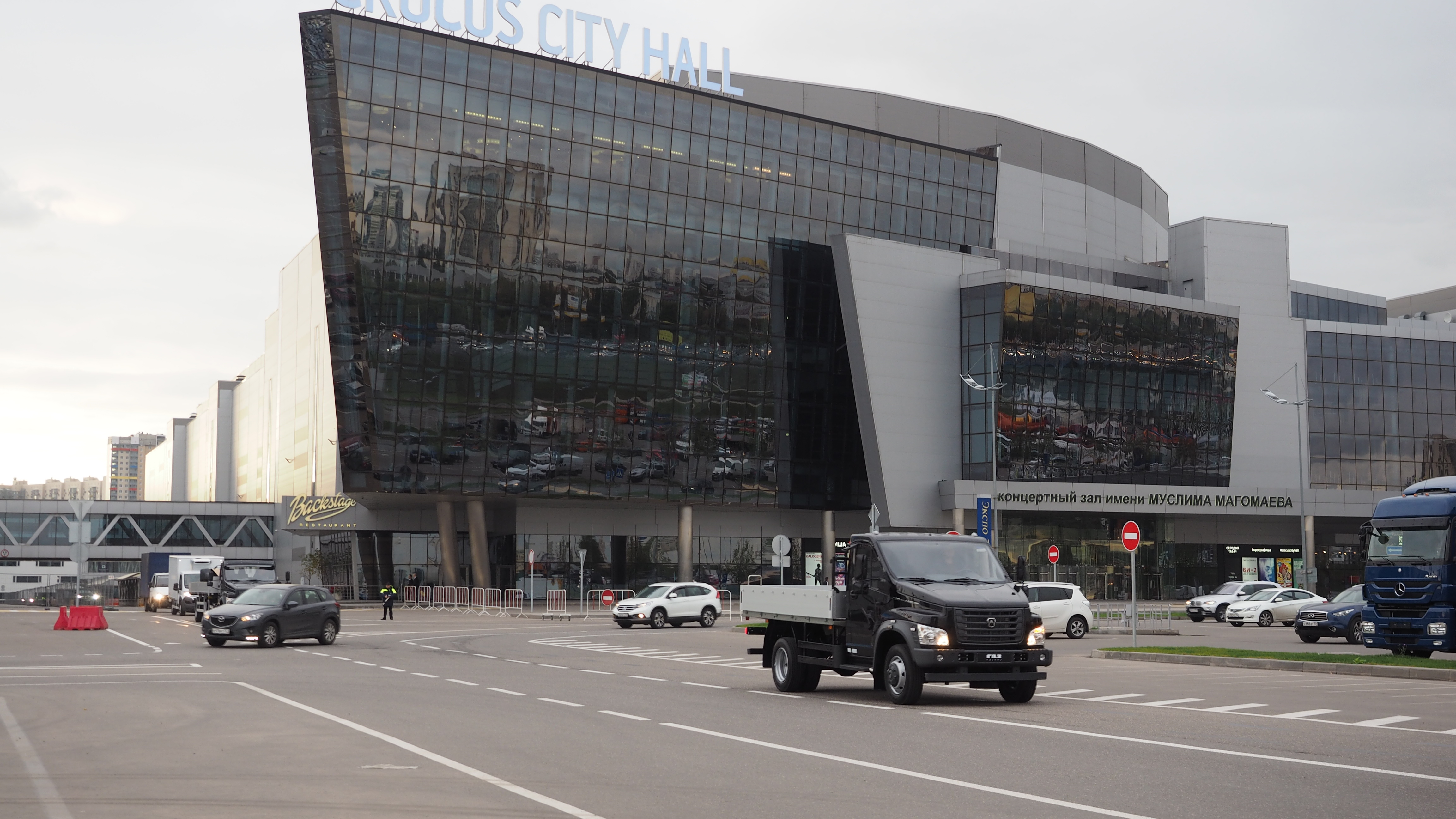
Crocus City Hall (2015)

Der Anschlag in Krasnogorsk war ein islamistischer Terroranschlag am Abend des 22. März 2024, als mehrere bewaffnete Personen in die Veranstaltungshalle Crocus City Hall in Krasnogorsk, einer Vorstadt im Nordwesten Moskaus, eindrangen und kurz vor dem geplanten Beginn eines Konzerts der russischen Rockband Piknik 149 Personen durch Schüsse, infolge von gelegtem Feuer durch Rauchgasvergiftung töteten, 350 bis 600 wurden verletzt. Die Terrorgruppe „Islamischer Staat“, bzw. ISIS-K als afghanischer Ableger, bekannte sich zu dem Anschlag.

## Hintergrund
Am 7. März 2024 verkündete der russische Inlandsgeheimdienst FSB die Zerschlagung einer mit dem „Islamischen Staat“ (IS) in Verbindung stehenden Terrorzelle, die einen Angriff auf eine Synagoge beabsichtigt habe.
Wenige Stunden später warnten die Botschaft der USA und die britische Botschaft in Moskau ihre Bürger vor Anschlägen und „dass Extremisten unmittelbare Pläne“ hätten, „große Versammlungen in Moskau ins Visier zu nehmen, darunter auch Konzerte“. Noch am selben Tag warnten die USA auch russische Beamte vor der Gefahr eines bevorstehenden Angriffs durch ISIS-K. Auch Tadschikistan und der Iran warnten russische Behörden. Russlands Präsident Wladimir Putin bezeichnete am 19. März 2024 die Warnung der US-Botschaft als „offensichtliche Erpressung […] mit der Absicht […] unsere Gesellschaft einzuschüchtern und zu destabilisieren“. Gleichzeitig wies er jedoch den FSB und andere Geheimdienste an, „die Antiterror-Arbeit in allen Bereichen ernsthaft zu verstärken“. Laut einem Bericht der Washington Post hatten US-Sicherheitsbehörden russische Behörden direkt vor einem möglichen Terroranschlag auf die Konzerthalle Crocus City Hall gewarnt. Die US-Geheimdienste seien sich sehr sicher gewesen, dass der IS einen Anschlag gerade auf diesen Ort geplant habe. Der Chef des russischen Auslandsgeheimdienstes SWR, Sergei Naryschkin, bestätigte zwar, dass der russische Inlandsgeheimdienst FSB von den USA gewarnt worden sei. Die Informationen seien aber seinen Mitarbeitern zufolge zu allgemein gewesen, um die an dem Terroranschlag beteiligten Täter zu finden, sagte Naryschkin der Nachrichtenagentur Interfax.

## Ablauf des Anschlags

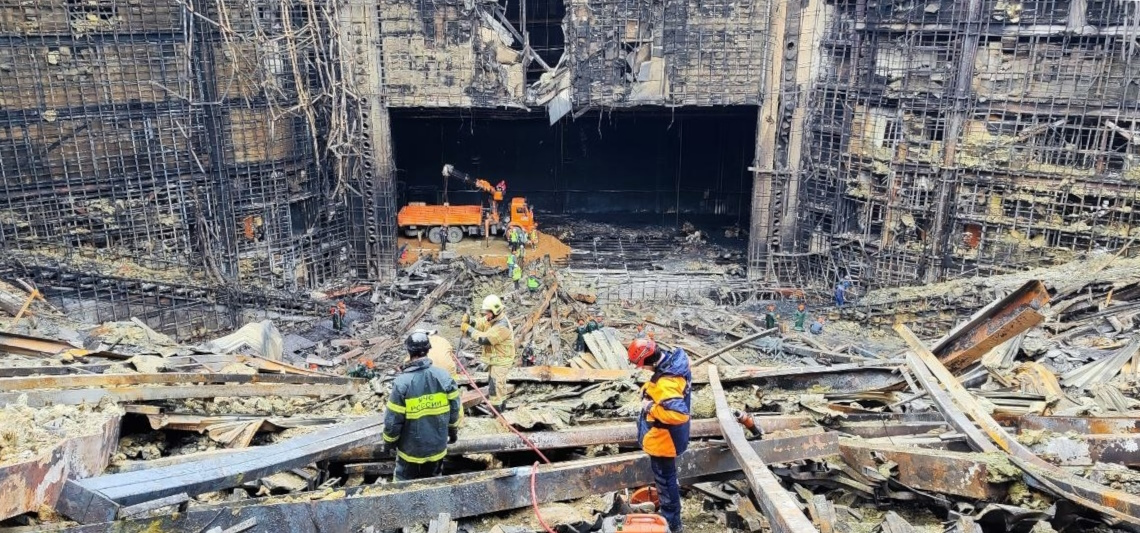
Rettungsmaßnahmen am 25. März in der zerstörten Halle

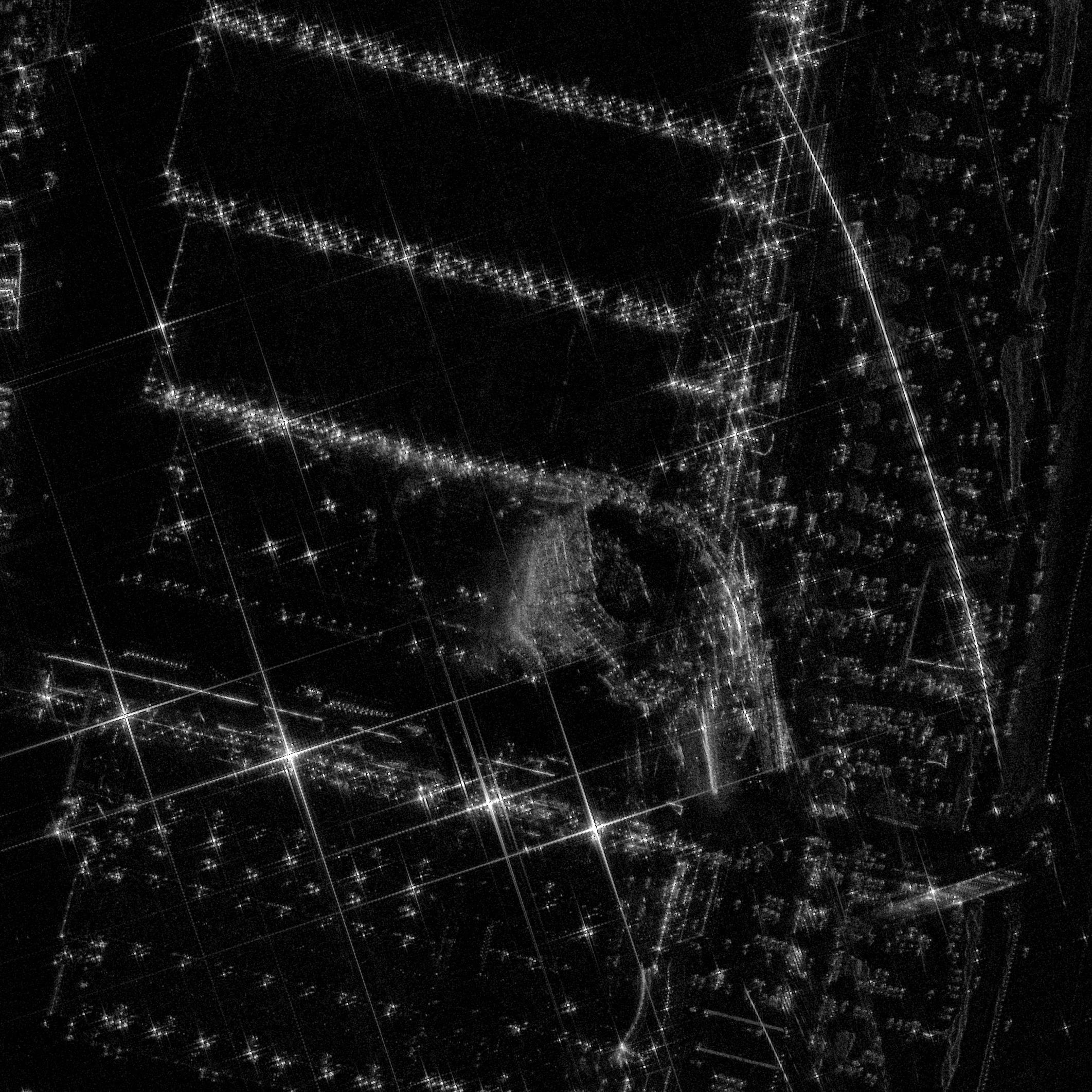
SAR-Satellitenbild des teilweise eingestürzten Daches

Kurz vor Beginn eines geplanten Konzerts der russischen Rockband Piknik drangen gegen 20 Uhr Ortszeit mindestens drei Männer – laut der Nachrichtenagentur Interfax waren es zwei bis fünf Angreifer – in Tarnkleidung und unmaskiert in die mit 6.200 Karten fast ausverkaufte Halle ein und schossen mit automatischen Schusswaffen auf Anwesende. Zusätzlich wurde mit Benzin ein Brand entfacht. Danach entfernten sie sich vom Tatort. Das Gebäude mit der Konzerthalle auf 13.000 Quadratmetern stand in Flammen. Eine Stunde nach Ende der Attacke war die SOBR Spezialeinheit noch nicht ins Gebäude eingedrungen. Gemäß Einsatzrichtlinien betraten die Rettungskräfte nicht vor den Sicherheitskräften das Gebäude. Der Brand wurde zwar danach gestoppt, dennoch stürzten Teile des Daches ein. Leonid Gosman erwähnte mehr Tote durch den Brand als durch Schüsse. Die Zahl der Todesopfer erhöhte sich laut dem staatlichen Ermittlungskomitee in den folgenden Tagen auf mindestens 144, darunter drei Kinder. Bis Ende März 2024 wurden 360 Verletzte gezählt, davon mussten 155 in Krankenhäusern behandelt werden. Die Todesopfer waren die Folge von Schussverletzungen oder Rauchgasvergiftung. Im Jahr 2025 wurde seitens Tagesschau von 600 Verletzten berichtet.
Wenige Stunden nach dem Anschlag bekannte sich der IS über den Telegram-Kanal seiner Nachrichtenagentur Amaq zu der Tat. Die Angreifer hätten sich „sicher in ihre Stützpunkte zurückgezogen“. Der IS veröffentlichte ein Video des Terroranschlags, welches von einer Bodycam eines der Attentäter aufgenommen wurde.
Der deutsche Terrorismusexperte Peter Neumann vom King’s College London hielt das Bekennerschreiben für echt und warnte vor Fake News, die auf russischen Telegram-Kanälen kursierten. Dort werde das Schreiben als gefälscht bezeichnet, „vermutlich, um das Narrativ zu spinnen, die Ukraine sei für den Anschlag verantwortlich“. Er vermutete ISIS-K, den IS-Ableger in Afghanistan, als Urheber der Tat. Auch der deutsche Politologe Markus Kaim (Stiftung Wissenschaft und Politik) hielt das Bekennerschreiben des IS bzw. ISIS-K für authentisch, das Motiv sei ihm jedoch unklar.

## Festnahmen

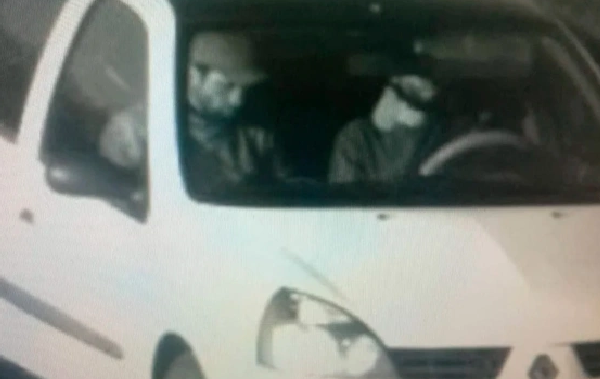
Zwei mutmaßliche Täter wurden von einer öffentlichen Überwachungskamera aufgenommen, als sie in einem weißen Renault flüchteten.

Die russische Nationalgarde wurde zum Anschlagsort entsandt. Der belarussische Präsident Alexander Lukaschenko erklärte, die Angreifer hätten zunächst die Flucht nach Belarus versucht, seien aber wegen der Grenzkontrollpunkte umgekehrt und hätten sich daraufhin zu einem Abschnitt an der ukrainisch-russischen Grenze begeben. Damit widersprach er russischen Behauptungen, die Angreifer hätten zunächst versucht, in die Ukraine zu fliehen.
Der FSB erklärte, dass elf Personen festgenommen worden seien, darunter alle vier direkt an dem Terroranschlag beteiligten Täter. Das Fluchtauto, ein weißer Renault, sei in der Oblast Brjansk nach einer Verfolgungsjagd gestoppt worden; zwei der vier Insassen seien zunächst in einen Wald geflohen. Die Festgenommenen seien auf dem Weg zur ukrainischen Grenze festgenommen worden und hätten Kontakte in die Ukraine, so die Behauptungen des FSB. Im Fluchtwagen befanden sich nach offiziellen Angaben Waffen und tadschikische Pässe; es soll sich um Männer aus der zentralasiatischen Ex-Sowjetrepublik Tadschikistan handeln. Tadschikistan wies dies jedoch zunächst zurück.
Russische Medien veröffentlichten ein Video der Vernehmung eines der festgenommenen Männer. Dieser gab an, am 4. März 2024 aus der Türkei eingereist zu sein; ein „Prediger“ habe ihm vor einem Monat per Telegram Geld versprochen. Er habe den Kanal des „Predigers“ kontaktiert, wo er den Auftrag und detaillierte Anweisungen erhalten habe. Ein „Assistent des Predigers“ habe die Waffen besorgt, diese seien versteckt worden und die Hälfte des Geldes von 500.000 Rubel sei überwiesen worden. Die staatliche Nachrichtenagentur RIA Novosti meldete basierend auf Angaben des FSB, die Terroristen hätten Kontakte in die Ukraine gehabt und versucht, die Grenze zu überqueren. Einem anderen Mann wurde beim Verhör ein Teil eines Ohres abgeschnitten, danach wurde er mit bandagiertem Kopf und offensichtlich gebrochener Nase verhört. Das Abtrennen von Ohrteilen wird als grausame, aber gängige Verhörmethode der russischen Sicherheitskräfte dargestellt, um Islamisten zu schnellen Aussagen zu bewegen, da diese glauben würden, ohne Ohren nicht Märtyrer zu werden. Das russische Exilmedium Meduza aus Lettland geolokalisierte das Video bei der Fernstraße M3 bei Brjansk, in der Nähe eines Kreuzungspunktes von wichtigen Straßen in Richtung Ukraine und Belarus. Der Bericht gab allerdings zu bedenken, dass russischen Strafverfolgungsbehörden schon in der Vergangenheit vorgeworfen wurde, Festnahmen filmisch zu inszenieren. So sei die Festnahme der mutmaßlichen Attentäter des Terroranschlags am 3. April 2017 in Sankt Petersburg in der Nähe von Moskau inszeniert worden, obwohl diese tatsächlich woanders stattgefunden habe.
Im Moskauer Bezirksgericht Basmanny waren am Abend des 24. März 2024 bei den vier vorgeführten Tadschiken Folterspuren zu sehen. Einer der Vorgeführten hatte „Blutergüsse um die Augen, das rechte war fast ganz zugeschwollen. Zudem trug er Reste einer Plastiktüte um den Hals, die über den Kopf gezogen werden kann, um Atemnot hervorzurufen.“ Auch beim Zweiten waren „Blutergüsse, auch sein rechtes Auge war fast ganz zugeschwollen. Zudem trug er einen großen Verband am rechten Ohr respektive dem, was davon übrig blieb: Ein großes Stück war ihm bei der Festnahme in einem Waldstück abgeschnitten worden.“ Er war gezwungen worden das Ohr zu essen. Beim nächsten war die „linke Wange dick angeschwollen. Er war zuvor allem Anschein nach mit Stromstößen über an die Genitalien geklemmte Induktoren gefoltert worden.“ Der Vierte wurde „auf einer Trage in den Saal gebracht. Ihm war angeblich bei der Festnahme das linke Auge so aus der Höhle gesprungen, dass es nicht mehr schloss.“ Er war anscheinend nicht bei Bewusstsein. Das Gericht verfügte eine Untersuchungshaft bis zum 22. Mai 2024.
Die vier tadschikischen Verdächtigen lebten und arbeiteten vor dem Anschlag erst relativ kurz in Russland. Die Gastarbeiter waren als Friseur, Taxifahrer und in einer Parkettfabrik tätig. Familienangehörige berichteten, sie seien nicht besonders religiös gewesen. Die Radikalisierung rührt nach Angaben des US-amerikanischen Tadschikistan- und Terrorismusforschers Edward Lemon (Texas A&M University) aus den teils sklavenähnlichen Lebens- und Arbeitsbedingungen, denen Tadschiken in Russland oft ausgesetzt sind. Dass Russland zum Anschlagsziel von ISIS-K wurde, hat nach einer Einschätzung auch mit einem intensiven diplomatischen Austausch Russlands mit dem islamischen Emirat Afghanistan bzw. der dortigen Taliban-Führung, mit der ISIS-K verfeindet ist, zu tun.
Türkische Behörden nahmen am 24. März 2024 bei landesweiten Razzien in 30 Städten 147 Verdächtige mit mutmaßlichen Verbindungen zu IS-Milizen fest. Die Behörden stellten fest, dass einer der vier mutmaßlichen Täter, Shamsidin Fariduni, am 20. Februar in die Türkei eingereist war und am 2. März über den Flughafen Istanbul nach Russland zurückgekehrt war. Ein weiterer der Vier, Saidakrami Muradali Rachabalizoda, kam am 5. Januar in Istanbul an und kehrte am 2. März mit demselben Flug wie Fariduni nach Moskau zurück. Darüber hinaus nahmen tadschikische Behörden am 25. März 2024, laut RIA Novosti in Zusammenarbeit mit russischen Ermittlern, neun Personen in Wahdat wegen Verdachts auf Verbindungen zu den Angreifern und zur Terroristengruppe ISIS-K fest.
Die Ermittlungen wurden im Juni 2025 abgeschlossen. Alle 19 Angeklagten waren gefoltert worden. Ein mutmaßlich Unbeteiligter war zu Tode gefoltert worden.

## Reaktionen

### Russland

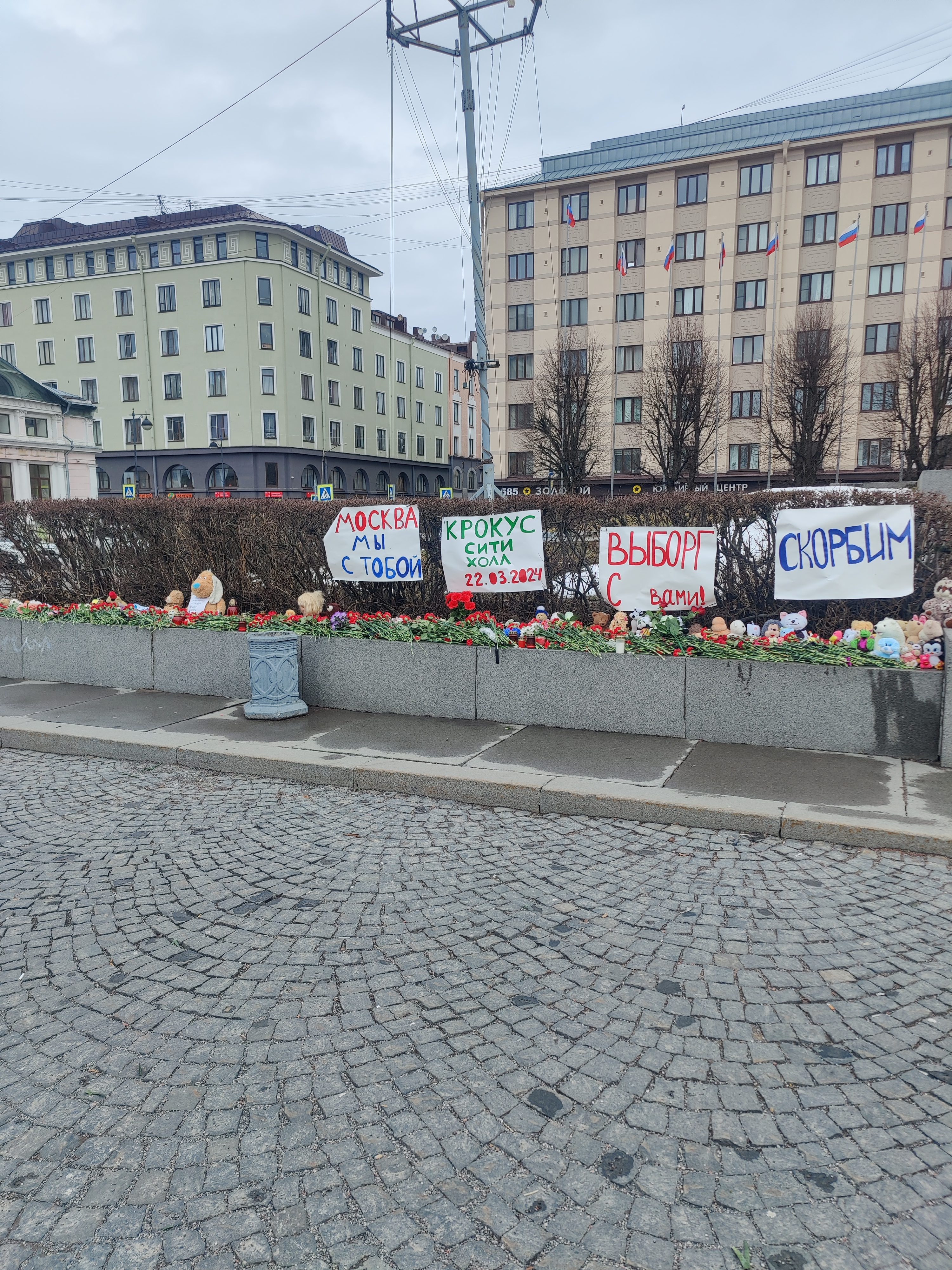
Gedenken in Wyborg (25. März 2024). Zu lesen ist u. a.: „Wir trauern“.

Das russische Außenministerium bezeichnete den Anschlag als „ungeheuerliches Verbrechen“ und forderte die internationale Gemeinschaft auf, den Angriff zu verurteilen.
Der russische Fernsehsender NTW strahlte am Abend des Anschlages ein gefälschtes Deepfake-Video aus, in dem Oleksij Danilow, der Sekretär des Nationalen Sicherheits- und Verteidigungsrats der Ukraine, eine Beteiligung der Ukraine an dem Angriff mit den Worten bestätigt haben soll: „Es macht heute Spaß in Moskau. Ich denke, es macht sehr viel Spaß. Ich würde gerne glauben, dass wir solchen Spaß ihnen noch öfters bieten werden.“ Das KI-Video wurde aus zwei älteren Interviews von Danilow generiert. Der Sender ist einer der drei größten Sender in Russland.
Putin verurteilte den Anschlag am folgenden Tag als „barbarische terroristische Tat“. Er ordnete einen Tag der nationalen Trauer für Sonntag, den 24. März 2024, an und drückte sein tiefstes Beileid für diejenigen aus, die Angehörige verloren haben. Gleichzeitig äußerte er den Verdacht einer Verwicklung der Ukraine in den Terroranschlag. Dabei bezog er sich auf vier von insgesamt elf mittlerweile festgenommenen Männern und behauptete: „Sie haben versucht, sich zu verstecken, und haben sich in Richtung Ukraine bewegt, wo für sie ein Fenster für einen Grenzübertritt vorbereitet worden war.“
In einer Fernsehansprache am Abend des 25. März gab Putin schließlich bekannt, radikale Islamisten für den Terroranschlag verantwortlich zu machen, „Wir wissen, dass das Verbrechen von radikalen Islamisten begangen wurde, deren Ideologie die islamische Welt selbst seit Jahrhunderten bekämpft“, sagte er wörtlich. Er fügte hinzu, dennoch aufklären zu wollen, weshalb sich die Attentäter nach dem verübten Anschlag in Richtung der Ukraine begeben hätten und wer die eigentlichen Auftraggeber seien.
Eine Sprecherin des russischen Außenministeriums erklärte am 27. März 2024, dass es sehr schwer zu glauben sei, dass der Islamische Staat über die Fähigkeiten verfügen würde einen solchen Anschlag in Russland auszuführen. Es sei eine Ablenkung von der Schuld des kollektiven Westens gebraucht worden, der Westen und angelsächsische Medien hätten daher den Islamischen Staat als Karte aus dem Ärmel gezogen.
Am 4. April 2024 äußerte Präsident Putin, dass das Ziel des Anschlages die Spaltung Russlands gewesen sein müsse. Islamisten hätten keinen Grund Russland anzugreifen, Russland sei ein Land einzigartiger Harmonie zwischen den verschiedenen Religionen und Ethnien.

### Ukraine
Der Berater des Präsidialamtes von Wolodymyr Selenskyj, Mychajlo Podoljak, schloss eine Verwicklung der Ukraine aus. Laut der Online-Zeitung Ukrajinska Prawda behauptete ein Vertreter des ukrainischen Militärgeheimdienstes (HUR), der Anschlag in Krasnogorsk sei eine False-Flag-Operation russischer Geheimdienste, um „noch härtere“ Angriffe auf die Ukraine und eine vollständige Mobilmachung in Russland zu rechtfertigen. Russische Propagandisten behaupteten schnell, dass die Ukraine hinter dem Angriff stecke, ohne Beweise vorzulegen. Dies wurde von einem Sprecher des HUR als „eine weitere Lüge des russischen Geheimdienstes“ bezeichnet, Putins Anschuldigungen seien eine „absolut falsche und absurde Aussage“. Der HUR-Vertreter beschuldigte den Kreml zudem, die Tragödie in Moskau nutzen zu wollen, um Repressionen im eigenen Land weiter zu verschärfen.

### Stellungnahmen und Beileidsbekundungen
Die Regierungen vieler Länder und überstaatliche Organisationen, darunter die Vereinigten Staaten, China, die Europäische Union und die Vereinten Nationen, verurteilten den Anschlag und sprachen dem russischen Volk und den Familien der Opfer ihr Beileid aus.
Unmittelbar nach dem Anschlag erklärte Karine Jean-Pierre, die Pressesprecherin des Weißen Hauses, am 23. März 2024, dass die Vereinigten Staaten den heimtückischen Angriff verurteilten. Der IS sei ein gemeinsamer Feind, der überall bezwungen werden müsse. Der Sprecher des Nationalen Sicherheitsrates John Kirby bezeichnete am 28. März 2024 russische Behauptungen zu einer ukrainischen Beteiligung an dem Terroranschlag als Unsinn und Propaganda. Russland wisse, dass allein der IS verantwortlich sei. Die Vereinigten Staaten hätten im Vorfeld mehrfach über etablierte Kanäle vor einem IS-Anschlag gewarnt.
Der deutsche Bundeskanzler Olaf Scholz verurteilte den Terrorangriff und drückte sein tiefstes Mitgefühl für die Opfer und deren Familien aus. Auch Bundespräsident Frank-Walter Steinmeier äußerte sein Entsetzen und bekundete sein Mitgefühl den Familien der Ermordeten sowie den Verletzten gegenüber. Vizekanzler Robert Habeck übermittelte ebenfalls sein Mitgefühl und sprach von „furchtbaren Nachrichten aus Moskau“. Er drückte den Opfern und ihren Familien sein Beileid aus und betonte die Dringlichkeit, die Hintergründe des Anschlags schnell aufzuklären. Bundesaußenministerin Annalena Baerbock äußerte ihre Trauer und Anteilnahme für die Opfer und deren Familien.